# Merry England
Merry England (Deutsch: fröhliches England), oder in scherzhafter, archaischer Schreibweise Merrie England, bezieht sich auf eine utopische Vorstellung von der englischen Gesellschaft und Kultur, die auf einer idyllischen, pastoralen  und ländlichen Lebensweise beruhte, die angeblich im frühneuzeitlichen Großbritannien zwischen dem Mittelalter und dem Beginn der industriellen Revolution vorherrschte. Der Begriff bringt damit eine nostalgische Sehnsucht nach der alten Sozialordnung des englischen Mittelalters und eine mit der Industrialisierung verloren gegangene traditionellen Gemeinschaft zum Ausdruck. Der Begriff von Merry England ist diffus und stellt eine niemals real existierende und romantisch verklärte Utopie dar. Er kann sowohl als Produkt der sentimentalen nostalgischen Vorstellungskraft als auch als ideologisches oder politisches Konstrukt betrachtet werden, das häufig verschiedenen Arten konservativer Weltanschauungen zugrunde liegt. Die positive Wahrnehmung von Merry England ist Ausdruck einer Sehnsucht nach Aspekten einer früheren Gesellschaft, die in der modernen Zeit verschwunden seien.
Der Begriff Merry England stammt aus dem Mittelalter, als Heinrich von Huntingdon um 1150 erstmals den Ausdruck Anglia plena jocis prägte. Im Mittelalter und der frühen Neuzeit wurde er häufig als Propagandabegriff genutzt, um die angeblich harmonische Ordnung in England gegenüber anderen Gesellschaften, besonders gegenüber Frankreich zu betonen. In Die Lage der arbeitenden Klasse in England (1844) schrieb Friedrich Engels sarkastisch über Young England (eine Gruppe junger Aristokraten, die der neuen industriellen Ordnung feindlich gegenüberstanden), dass sie hofften, „das alte 'Merry England' mit seinen glänzenden Zügen und seinem romantischen Feudalismus wiederherzustellen. Dieses Ziel ist natürlich unerreichbar und lächerlich …“ Die Formulierung „Merry England“ erscheint im deutschen Text auf Englisch. Die Sehnsucht nach Merry England war besonders in dem Viktorianischen und dem Edwardischen Zeitalter vorherrschend, als die Gesellschaft von rasanter Modernisierung und Verstädterung geprägt wurde, welche die alte Sozialordnung über den Haufen warf. Kulturelle Klischees, die mit dem Leben in Merry England in Verbindung gebracht werden, sind das Reetdach, der Bauerngarten, alte Gasthöfe und der Sunday roast.
Mit Merry England verwandt, aber nicht gleichbedeutend, ist der Begriff Deep England. Dieser bezieht sich auf das traditionelle englische Dorf in Südengland und eine Welt, die konservative Engländer bewahren wollen.